# Malacocincla
Malacocincla és un gènere d'ocells que ha patit recents reubicacions taxonòmiques. Fins fa poc classificat a la família dels timàlids (Timaliidae), actualment el COI el situa als pel·lornèids (Pellorneidae). Els membres es troben a la regió indomalaya.

## Taxonomia
L'espècie tipus d'aquest gènere és la matinera d'Abbot (M. abbotti), i un estudi del 2012 mostra que els membres del gènere Malacocincla, tal com es va definir anteriorment, pertanyen a múltiples clades i, per tant, són polifilètics. M. abbotti i M. sepiaria romanen dins d'un clade comú i es podrien conservar al gènere si es produeixen reassignacions genèriques. Aquest clade és germà del gènere Napothera. La posició de M. perspicillata no s'ha resolt.
En base a un estudi de filogènia molecular les anteriors espècies M. cinereiceps i M. malaccensis ara estan classificades en el gènere Pellorneum.
Segons la classificació del Congrés Ornitològic Internacional (versió 15.1, 2025) el present gènere està format per tres espècies:
- Malacocincla abbotti - matinera d'Abbott.
- Malacocincla sepiaria - matinera de Horsfield.
- Malacocincla perspicillata - matinera cellanegra.